# De engelske Troppers Besøg
|  | Denne artikel er oprettet af botten PalnaBot ud fra en ekstern database. Den kan derfor have sproglige fejl eller mangler. Denne skabelon kan fjernes efter kontrol af indholdet. |

De engelske Troppers Besøg er en film med ukendt instruktør.

## Handling
Efter første verdenskrig afholder engelske tropper i juni 1920, parade på Rosenborg eksercerplads for kong Christian X og andre medlemmer af det danske kongehus og politikere. Kongen er iklædt engelsk officersuniform. Engelske marinesoldater og infanterister defilerer forbi kongen. De engelske tropper marcherer gennem Københavns gader, Købmagergade. Mere fra Rosenborg slotsplads. Forbidefilering. Prins Harald, kronprins Frederik IX og konseilspræsident Klaus Berntsen ses. Soldater.